# ELV1S
| Оценки критиков               | Оценки критиков |
| Источник                      | Оценка          |
| ----------------------------- | --------------- |
| AllMusic                      | [ 1 ]           |
| Encyclopedia of Popular Music | [ 2 ]           |
| Entertainment Weekly          | A−              |
| Rolling Stone                 | [ 4 ]           |
| Роберт Кристгау               | (А+)            |

ELV1S: 30 #1 Hits — сборник американского певца и музыканта Элвиса Пресли, выпущенный компанией BMG в 2002 году, к 25-летию со дня его смерти. Состоит только из хитов, занимавших 1-ю позицию в чартах Великобритании либо США.
Как заявил генеральный директор BMG Рольф Шмидт Хольц, цель выпуска — «ещё раз представить Элвиса и его музыку новому поколению поклонников». Сборник содержит 30 хитов Пресли; перед самым выходом в свет в него была добавлена 31-я, бонусная композиция — ремикс «A Little Less Conversation» диджея Junkie XL, вышедший ранее в том же году отдельным синглом и занявший первые места в чартах Великобритании, Японии и Австралии. ELV1S: 30 #1 Hits покорил вершины хит-парадов во многих странах мира и является одним из самых продаваемых альбомов Элвиса в XXI веке.
Параллельно со сборником вышла антология Элвиса Пресли Today, Tomorrow and Forever на 4 компакт-дисках, включающая 100 треков, записанных им почти на всём протяжении его карьеры — с 1954 по 1977 годы.
В 2003 году было выпущено продолжение ELVIIS: 2nd to None. Оба диска доступны в компиляции Hitstory.

## Список композиций
1. «Heartbreak Hotel» — 2:09
2. «Don’t Be Cruel» — 2:04
3. «Hound Dog» — 2:15
4. «Love Me Tender» — 2:44
5. «Too Much» — 2:36
6. «All Shook Up» — 2:00
7. «(Let Me Be Your) Teddy Bear» — 1:49
8. «Jailhouse Rock» — 2:37
9. «Don’t» — 2:51
10. «Hard Headed Woman» — 1:56
11. «One Night» — 2:34
12. «(Now And Then There’s) A Fool Such As I» — 2:41
13. «A Big Hunk O’ Love» — 2:16
14. «Stuck On You» — 2:20
15. «It’s Now Or Never» — 3:17
16. «Are You Lonesome Tonight?» — 3:08
17. «Wooden Heart» — 2:04
18. «Surrender» — 1:55
19. «(Marie’s The Name) His Latest Flame» — 2:08
20. «Can't Help Falling In Love» — 3:00
21. «Good Luck Charm» — 2:27
22. «She’s Not You» — 2:11
23. «Return To Sender» — 2:11
24. «(You’re The) Devil In Disguise» — 2:22
25. «Crying In The Chapel» — 2:26
26. «In The Ghetto» — 3:05
27. «Suspicious Minds» — 4:34
28. «The Wonder Of You» — 2:28
29. «Burning Love» — 2:59
30. «Way Down» — 2:39
31. «A Little Less Conversation» (JXL Radio Edit Remix) — 3:33 (бонус-трек)